# Samuel Fahlberg
Samuel Fahlberg (Hälsingland, 9 september 1758 - Sint Eustatius, 28 november 1834) was een Zweedse koloniaal die werkzaam was in het Caribisch gebied als arts, ambtenaar, cartograaf en architect. Hij was staatssecretaris op het eiland Saint-Barthélemy (destijds een kolonie van Zweden) en bracht elf jaar door op de Nederlandse Bovenwindse Eilanden, die hij mede in kaart bracht en waarvoor hij gebouwen ontwierp.

## Stockholm
Samuel Fahlberg werd als wees opgevangen door een badmeester, later stadschirurg Jakob Tjäder in Stockholm, die hem chirurgie liet studeren. In 1783 vergezelde Fahlberg een koopvaardijschip naar Noord-Amerika als scheepschirurg. Na zijn terugkeer diende hij een paar maanden als chirurg in het Serafimer-ziekenhuis in Stockholm.

## Saint-Barthélemy

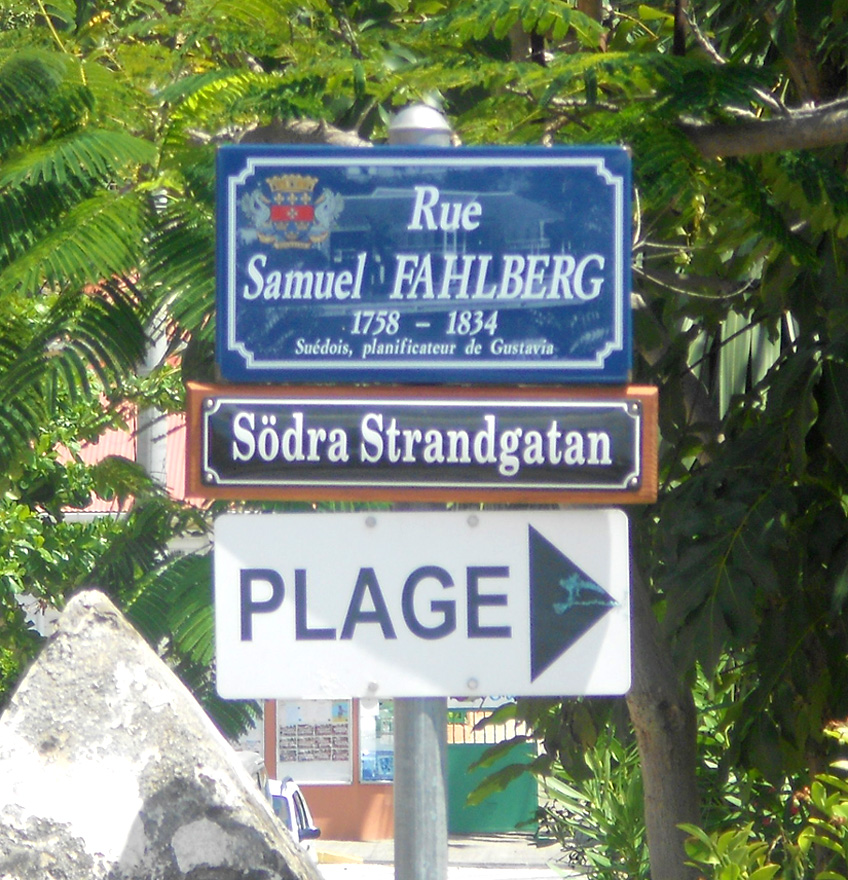
Bebording op Saint-Barthélemy in het Frans en in het Zweeds.

In 1784 werd Fahlberg als arts naar het toen pas door Zweden verworven Saint-Barthélemy gestuurd. Daar bleek hij over veelzijdige en onverwachte talenten te beschikken. In 1785 maakte hij een stadsplattegrond voor de stad Gustavia op Saint-Barthélemy. Hij werd in 1786 benoemd tot rijksarts, maakte een speciale kaart en kadaster van het eiland en werd in 1799 benoemd tot directeur landmeetkunde. Toen het eiland in 1785 officieel aan de Zweden werd overgedragen, werd hij als regeringssecretaris naast de gouverneur geplaatst. Hij schreef en publiceerde (onder andere in de documenten van de Zweedse Academie van Wetenschappen) verschillende wetenschappelijke essays over de flora en gezondheid van het eiland en stuurde natuurhistorische collecties naar de academie en naar individuele onderzoekers. Op 9 februari 1791 werd Fahlberg benoemd tot lid van de Zweedse Academie van Wetenschappen en in augustus 1796 werd hij door de Faculteit der Geneeskunde in Uppsala tot doctor in de geneeskunde verklaard.
Fahlberg lijkt een onrustige en intrigerende natuur te zijn geweest en was in 1810 betrokken bij de onrust die was uitgebroken onder de witte bevolking van het eiland. Hij werd gedwongen te vluchten naar het nabijgelegen Sint Eustatius. Van daaruit ging hij waarschijnlijk betrekkingen aan met de Engelse gouverneur over de Benedenwindse Eilanden, Hugh Elliot, teneinde Saint Barthélemy te winnen voor de zaak van de afgezette Zweedse koning Gustaaf IV en het eiland daardoor te verzekeren van Britse bescherming in de aanhoudende oorlog tegen Frankrijk. Per brief probeerde Fahlberg de gouverneur van het eiland en de garnizoenscommandant voor zich te winnen. Gouverneur Anckarheim echter speelde in 1811 Fahlbergs brief door aan de regeringsraad in Zweden en beschuldigde Fahlberg van verraad tegen de Zweedse kroon (Karel XIII).
Het proces sleepte lang aan. Vanuit zijn standplaats (ofwel St. Eustatius of Antigua) ontkende Fahlberg de rechtsmacht van de rechtbank en ontkende herhaaldelijk het auteurschap van de brieven en alle deelname aan de plannen voor hoogverraad. De zaak werd pas behandeld op Saint Barthélemy in 1813, waarbij Fahlberg wegens verraad werd veroordeeld tot "verlies van leven, eer en eigendom". Het vonnis werd bekrachtigd op 19 januari 1814. Bij gratie werd besloten dat het eigendom van Fahlberg naar zijn kinderen zou gaan, hijzelf werd in Zweden vogelvrij verklaard. 

## Sint Eustatius en Sint Maarten

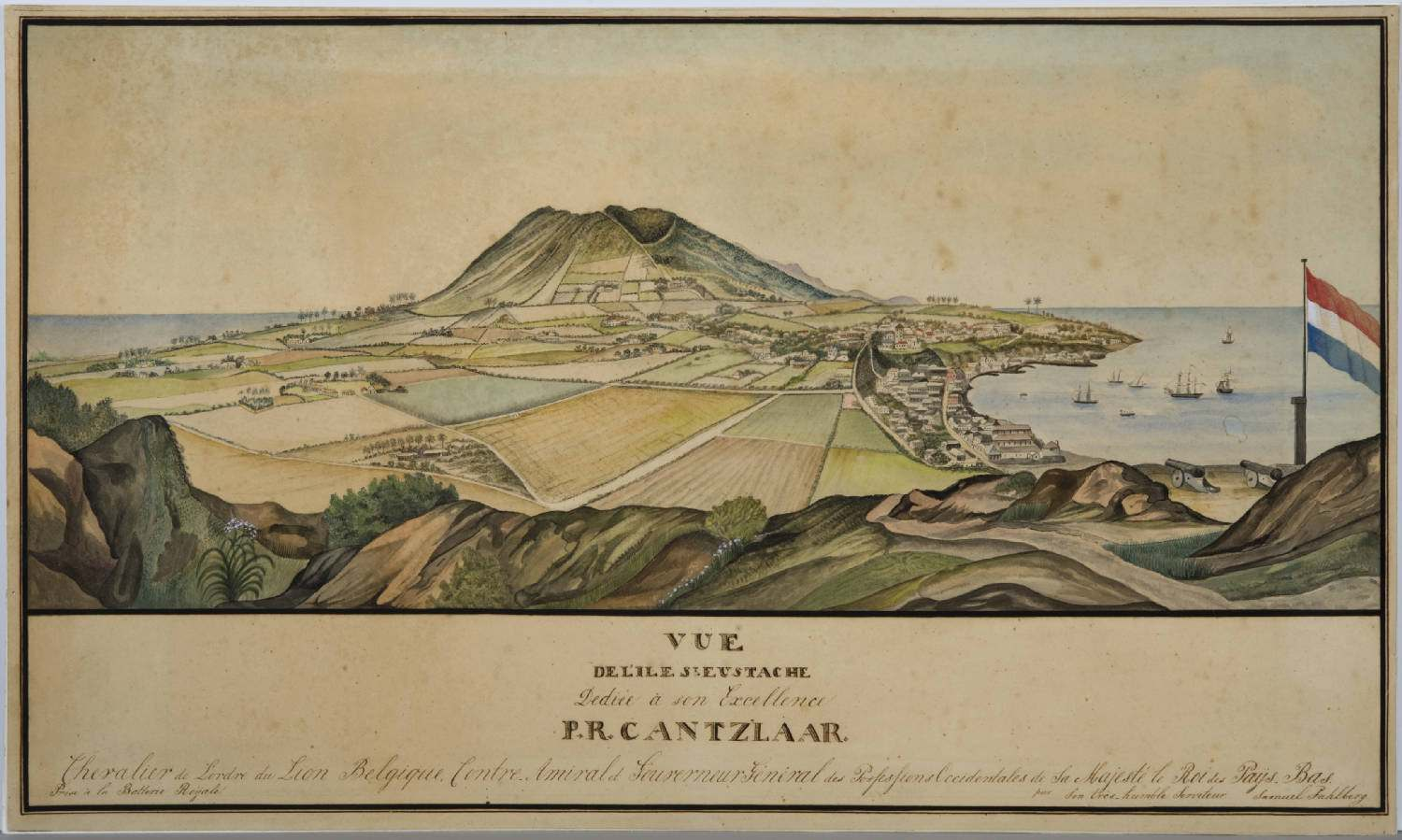
Sint Eustatius door Samuel Fahlberg, Collectie Nationaal Museum van Wereldculturen TM-3728-530.

Samuel Fahlberg zou zijn resterende dagen op Sint Eustatius (1810-1816 en 1829-1834) en Sint Maarten doorbrengen. Hier maakte Fahlberg verschillende kaarten van deze eilanden en ontwierp plantages, landgoederen, en vestingwerken. Hij stierf op Sint Eustatius op 28 november 1834, niet wetende dat hij was opgenomen in een amnestieverklaring die op 20 oktober van dat jaar in Zweden werd uitgegeven.
In Gustavia op Saint Barthélemy is een straat naar hem vernoemd, de rue Samuel Fahlberg. In de tentoonstelling Slavernij in het Rijksmuseum Amsterdam (2021) en het bijbehorende boek zijn bij de bespreking van One-Tété Lohkay, de 19e-eeuwse vrijheidsstrijdster op Sint Maarten, drie werken van Samuel Fahlberg opgenomen:
- The Retreat Plantation, ‘The Retreat. Situated In The Quarter Cul de Sac; The Property Of William Henry Rink Esquire Formerly Governor Over The Islands St. Martins & Saba’ (title on object), 18 October 1816 Watercolour, 51.5 × 77.5 cm Den Haag, Nationaal Archief, 4.MIKO, inv. no. 320
- View of Philipsburg, ‘View of Philipsburg. The Capital of the Netherland part of the Island Saint Martins’ (title on object), 1822 Watercolour, 43.5 × 74 cm Den Haag, Nationaal Archief, 4.MIKO, inv. no. 319
- View of Philipsburg, ‘View of Philipsburg. The Capital of the Netherland-Part of The Island Saint Martin’s’ (title on object), 1823 Watercolour, 45 × 75 cm Den Haag, Nationaal Archief, 4.MIKO, inv. no. 318

## Cartografie

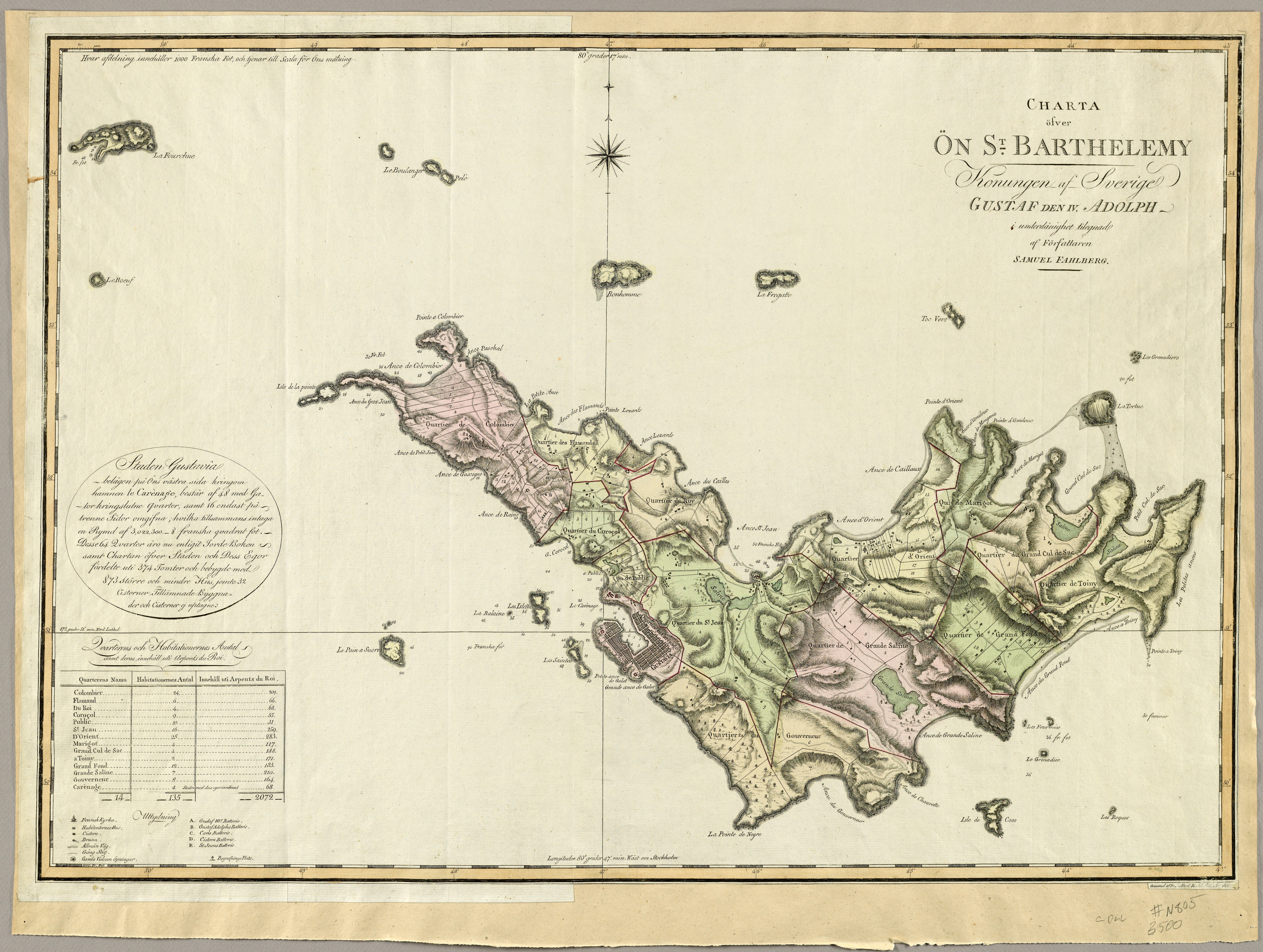
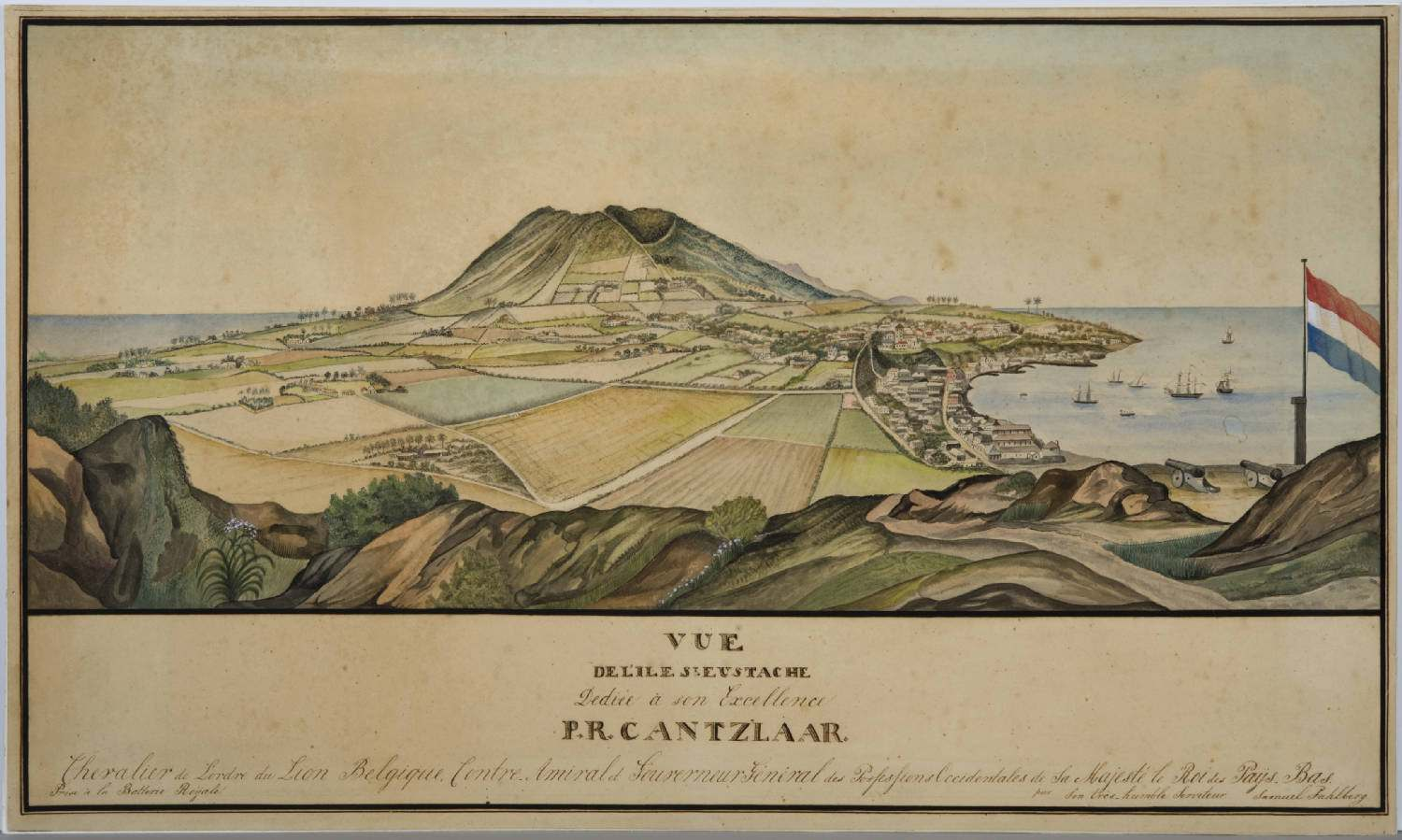
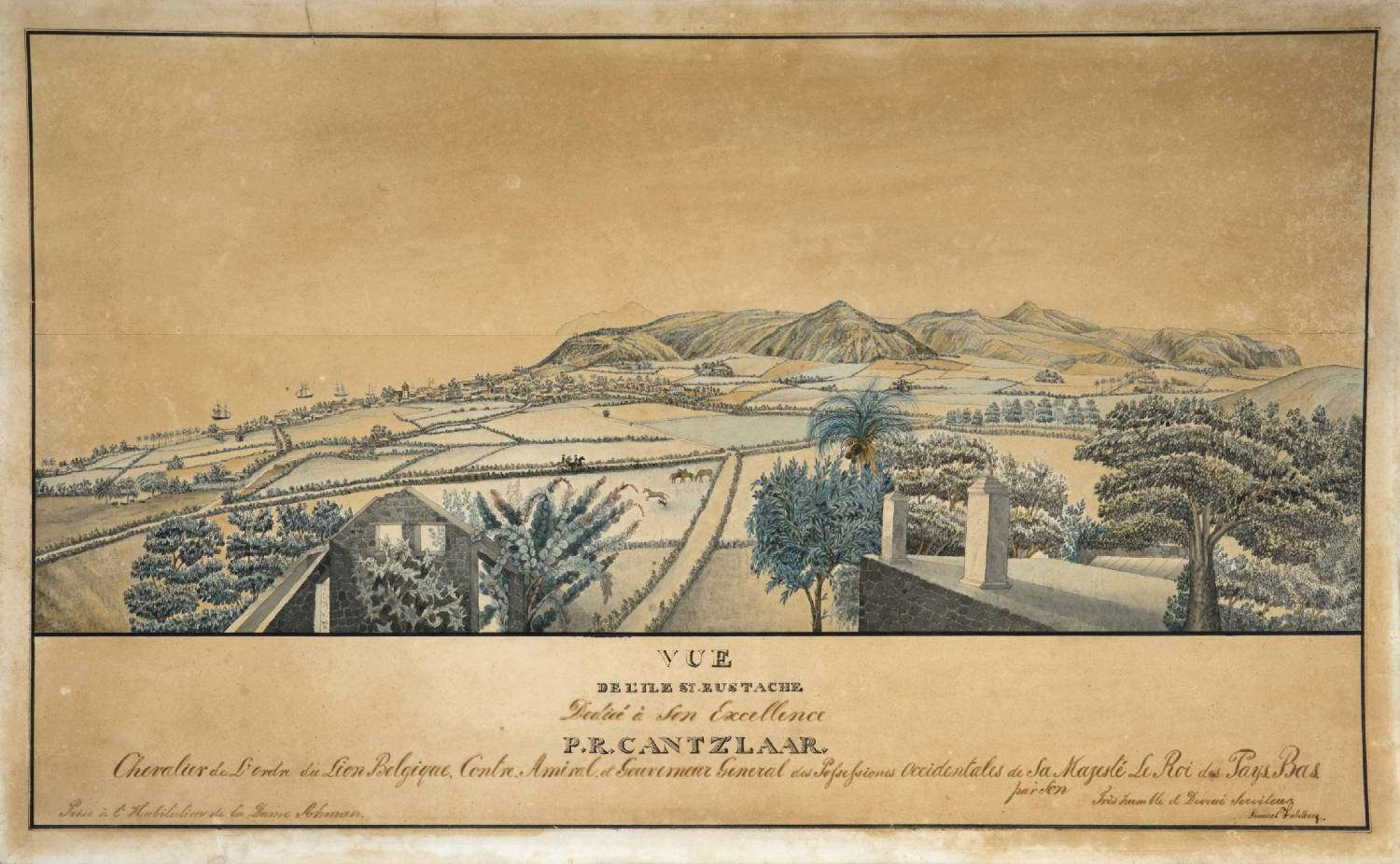
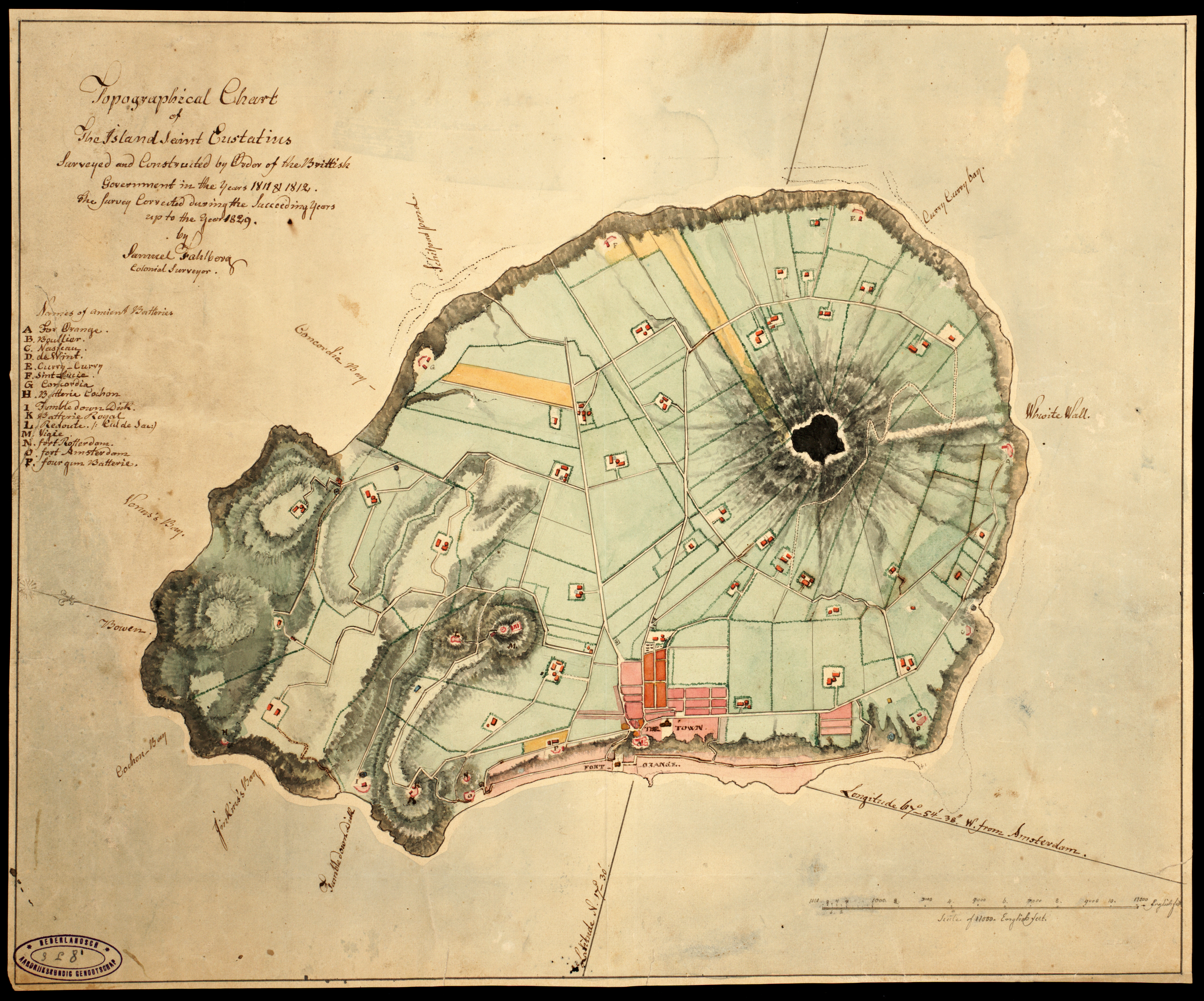
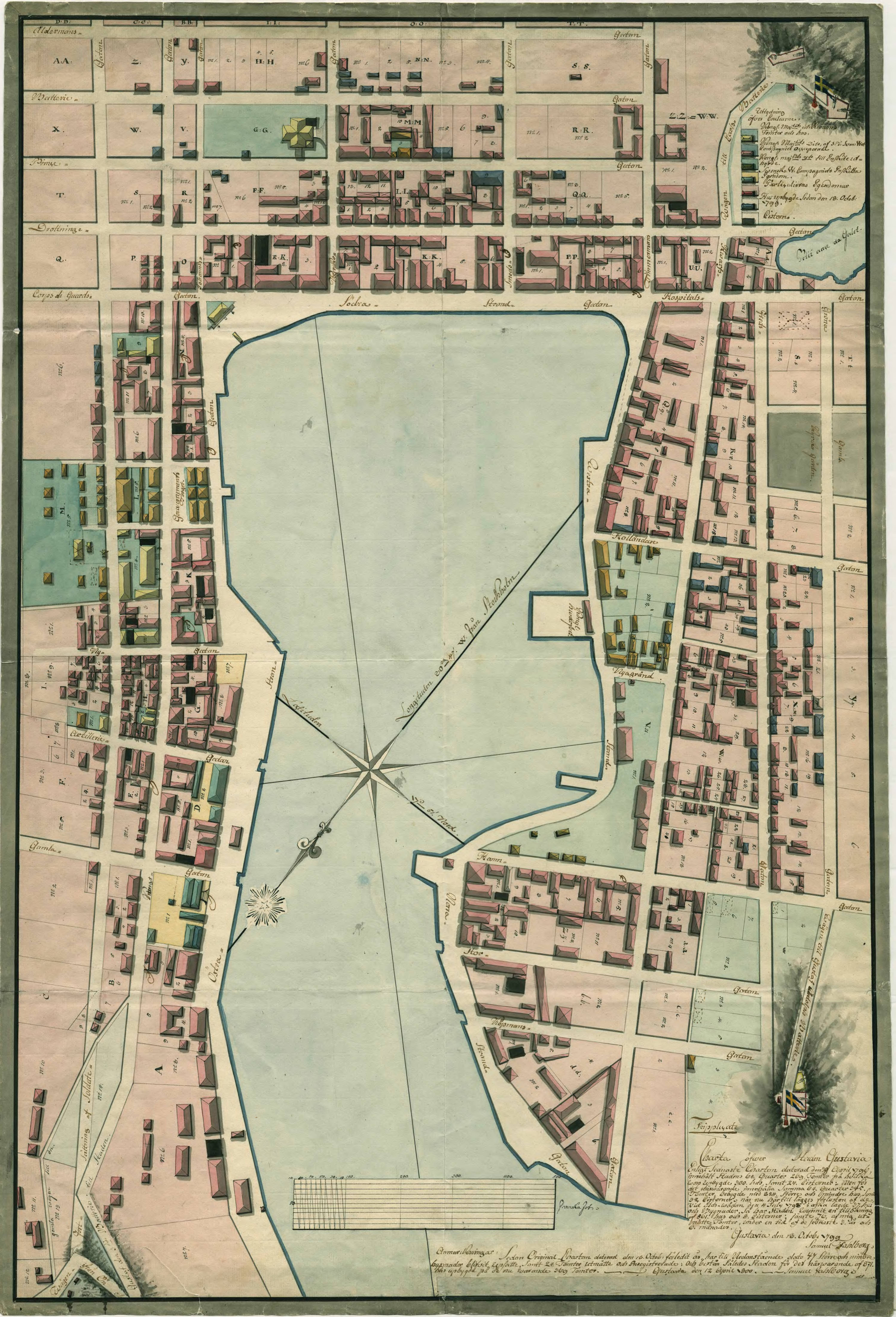